# American Tabloid
American Tabloid è un romanzo di James Ellroy, la prima parte della cosiddetta Trilogia americana (Underworld USA Trilogy). Copre esattamente gli ultimi cinque anni della vita di John Fitzgerald Kennedy (quindi dal 22/11/1958 al 22/11/1963); in esso si alternano vari generi, dal thriller allo spionaggio passando per il giallo, l'avventura e il bellico. Nel contesto storico in cui si svolge la fluviale vicenda, celebrità realmente esistite hanno a fare con personaggi fittizi inventati da Ellroy e destinati a muoversi nei meandri del panorama socio-politico.
Il secondo romanzo della serie è Sei pezzi da mille, il terzo Il sangue è randagio.

## Trama

### Parte prima - Ricatti
1958.
L'ex poliziotto e sicario Pierre "Pete" Bondurant viene incaricato da Howard Hughes di tenere sotto controllo John Fitzgerald Kennedy, in lizza per diventare Presidente degli Stati Uniti d'America. Al magnate anticomunista il donnaiolo JFK non va a genio e quindi vuole avere del materiale compromettente su di lui onde prevenire frizioni future. Poco dopo Bondurant riceve una telefonata dal leader del sindacato degli autotrasportatori Jimmy Hoffa, il quale gli chiede di eliminare Anton Gretzler, un socio che gli sta sottraendo denaro nell'ambito di una frode immobiliare che vede la costruzione di villette sul paludoso e instabile terreno di Sun Valley. Il compito di Pete viene eseguito alla perfezione.
Intanto J. Edgar Hoover è preoccupato dalla Commissione McClellan, diretta da Robert "Bobby" Kennedy, fratello di John. Essa si occupa di scovare collegamenti tra sindacati e malavita, e Hoover teme che l'eventuale successo dell'operazione possa portare discredito alla sua FBI, così incarica l'ambizioso agente Kemper Boyd di infiltrarsi all'interno della Commissione per tenerne d'occhio ogni sviluppo. Anche Hoover poi, come Hughes, punta ad avere una fascicolo sui Kennedy in vista della loro papabile ascesa alla Casa Bianca. Boyd intuisce che il direttore dell'FBI, il quale a sua detta la mafia non esiste, non tollererebbe di essere smentito pubblicamente nel caso in cui Robert comprovasse invece la piena attività dell'Organizzazione. Bobby ha preso Jimmy Hoffa come obiettivo e gli fa guerra aperta ben sapendo come il leader del sindacato degli autotrasportatori abbia stretti legami con vari gangster a cui presta denaro preso dal Fondo pensioni dei autotrasportatori facendoselo restituire poi con fortissimi interessi. Esistono dei registri segreti che comprovano queste operazioni ma non si riesce a metterci le mani sopra; è avvolto nel mistero anche il nome di chi gestisca tutte queste finanze per conto di Hoffa.
Ward Littell, agente dell'FBI assegnato al monitoraggio delle attività comuniste, sogna di combattere la mafia ma non riesce a farsi consegnare alcun caso del settore. Boyd però, suo ex partner, chiede che possa lavorare con lui alla Commissione McClellan, e Hoover accetta. Littell frequenta Helen, giovane figlia di un poliziotto ucciso durante un attentato che l'ha lasciata sfigurata ai lati della faccia.
La sparizione di Gretzler porta presto Boyd sulle tracce di Bondurant, sua vecchia conoscenza. Dopo un primo incontro-scontro tra i due, Pete segue Kemper e scopre che l'uomo ha organizzato un incontro tra una prostituta, Darleen, e John Kennedy in un appartamento adeguatamente riempito di cimici. Volendo sfruttare questa opportunità, affida al suo amico e tecnico Fred Turentine di captare tutto ciò che accada in quell'abitazione. Intanto la McClellan ottiene una prima testimonianza da Roland Kirpaski, deciso a collaborare tradendo Hoffa, ma questi lo rintraccia e lo uccide prima che rilasci informazioni importanti.
Littell ritiene che, come Gretzler, anche Kirpaski sia stato ucciso da Bondurant e prosegue l'indagine, ma lascia un messaggio alla sede dell'FBI che viene intercettato e rischia di mandare all'aria la copertura sua e di Boyd presso la Commissione, così viene sollevato dall'incarico. John intanto si reca da Darleen e spiffera apertamente alcuni dettagli delle attività portate avanti dal fratello su Hoffa; Hughes vorrebbe pubblicare le intercettazioni su Hush Hush, la rivista scandalistica da lui acquistata e per il quale Pete cerca materiale, ma i Kennedy fermano tutto appena in tempo su soffiata di Gail, l'ormai ex compagna di Pete. Littell, deciso a smascherare Bondurant, irrompe in casa di Darleen mandando all'aria l'operazione dell'FBI, ma Boyd interviene con Hoover placandone l'ira. I due agenti si ritrovano poi in un bar, dove Kemper confessa di volersi schierare con Bobby perché affascinato dal suo modus operandi.

### Parte seconda - Collusione
1959.
Littell trova un escamotage per continuare a seguire la pista della malavita scambiando il suo incarico di caccia ai comunisti con quello di Court Meade, un collega dedito a inseguire i gangster. Mentre è sulle tracce del crudele sicario Mad Sal entra in un locale per omosessuali e vi scopre altri due mafiosi, Lenny Sands e Tony Iannone. Entrambi si rivelano quindi gay non dichiarati e, quando si ritrovano faccia a faccia, ognuno ha paura di essere smascherato pubblicamente, così la risolvono con le maniere cattive. Tony ha la peggio, morendo accoltellato, e Littell raccoglie prove sulla colpevolezza di Sands; viene poi nuovamente raccomandato da Kemper, stavolta a Robert Kennedy, che lo accetta a lavorare su Jimmy Hoffa e sui suoi fantomatici registri.
Mentre gli agenti della CIA John Stanton e Guy Banister, intenzionati ad attaccare Fidel Castro a Cuba, cercano di convincere Boyd a lavorare per l'Agenzia e salvano Bondurant da un'incriminazione per occultamento di cadavere, Littell incastra Sands per la morte di Iannone convincendolo a collaborare con l'FBI. Il mafioso rivela che Mad Sal deve un mucchio di soldi a Sam Giancana e che il vecchio senatore Joe Kennedy ha una figlia, Laura, la cui madre è Gloria Swanson. Littell salva Mad Sal dalle ire di Giancana saldandogli il debito e in cambio gli impone di cercare qualcuno da infiltrare nella mafia per richiedere un prestito a Hoffa e comprovare così le sue operazioni con la malavita.
Laura, che vorrebbe tagliare i ponti coi Kennedy, intraprende una relazione con Kemper e diventa amica di sua figlia Claire. Boyd cede alla corte di Stanton e Banister; malgrado non corra buon sangue con Pete gli offre Sands come corrispondente per Hush Hush e in cambio si fa rifornire di armi: comincia così ad arruolare criminali cacciati da Castro per formare un'offensiva contro il militare rivoluzionario che ha abbracciato la fede comunista; i reclutati verranno preparati in un campo disposto a Blessington, e Kemper indica Pete come degno responsabile dell'addestramento; nel frattempo molti degli esuli prescelti vengono assunti come tassisti per la Tiger Kab di Hoffa, il quale accetta di collaborare con l'Agenzia contro la causa cubana che sta infiammando Giancana, Carlos Marcello, Santo Trafficante Jr. e gli altri mafiosi perché Castro ha requisito i loro casinò in attività sull'isola. Kemper e Pete seppelliscono quindi l'ascia di guerra e l'ex poliziotto viene rassicurato sul fatto che sarà al sicuro dalle indagini di Littell. Questi è seccato dal fatto che Boyd abbia ceduto il suo informatore Sands a Pete ma si assicura la collaborazione di un altro gangster, il controverso Jack Ruby.
Malgrado la fine del mandato circa la Commissione McClellan, Robert Kennedy continua a indagare su Hoffa e chiede a Kemper di fare da capo della sicurezza per suo fratello Jack, intenzionato a candidarsi come presidente degli USA; Pete viene ufficialmente assunto dalla CIA per occuparsi di Blessington agevolando una vera e propria collaborazione tra Agenzia e Organizzazione, entrambe decise a togliere di mezzo Castro. L'improvvisata base militare diventa poi anche il luogo dove Boyd, Bondurant e alcuni soci smerciano eroina per ottenere maggiori profitti personali all'insaputa dei piani alti.
Proseguendo con le intercettazioni Littell scopre il nome di chi gestisce le finanze del fondo pensioni: è Jules Schiffrin, gangster ed ex socio di Joe Kennedy; trova poi a chi far chiedere il prestito a Hoffa: il regista di film porno Sid Kabinoff, che insieme a Mad Sal si presenta a Giancana per attuare il piano. I due infiltrati di Littell vengono però facilmente scoperti e barbaramente assassinati. Sconvolto, l'agente dell'FBI "libera" da ogni incarico Sands ma questi viene prontamente rintracciato da Boyd, il quale lo ha casualmente sentito parlare con Laura, di cui è caro amico, riguardo alle operazioni che coinvolgono Kemper, Pete e Littell: gli impone di limitarsi al suo lavoro per Hush Hush cercando, al contempo, informazioni sul fondo pensioni da fornirgli personalmente. La rivista diviene, col benestare di Hughes, un manifesto di propaganda anticastrista; rivolgendosi anche a membri del Ku Klux Klan, Bondurant continua ad arruolare volontari per rimpinguare l'esercito addestrato a Blessington e finanziato anche dall'attività della Tiger Kab, che con l'assunzione di molti cubani ha espanso notevolmente la tua attività: i profitti spingono Hoffa a soprassedere sull'amicizia tra Kemper e gli odiati Kennedy. Intanto Hoover raccoglie informazioni su Littell poiché insoddisfatto del suo operato, e i primi rapporti parlano di un alcolizzato che sta abbracciando la fede comunista.
1960.
A una riunione con Trafficante, Pete conosce Jack Ruby, il quale gli racconta del suo rapporto con Littell e del fallimento della trattativa con Giancana. Ne parla dunque con Boyd, il quale lo tranquillizza: il suo amico e collega proseguirà con l'indagine su Hoffa ma Bondurant non sarà toccato per l'omicidio di Gretzler; Pete teme pure che tanta pubblicità porti l'Agenzia a scoprire lo smercio di eroina nella base a Blessington, ma anche su questo riceve rassicurazioni. Difatti la CIA, rinvenuta l'attività parallela nel campo, soprassiede.
La campagna elettorale di JFK va a gonfie vele mandando su tutte le furie Hoffa. A una manifestazione alcuni adepti di Jimmy malmenano Sands riconoscendolo come vecchia conoscenza dei Kennedy e lui, per tutta risposta, decide di fargli un torto rivelando l'ubicazione dei registri a Littell, mosso da sinceri sentimenti di giustizia, piuttosto che a Boyd, più propenso alla gloria personale. L'episodio di violenza su Sands manda su tutte le furie Giancana il quale, irritato che un suo uomo sia stato vittima di un pestaggio, invita Hoffa a lasciar perdere la politica, mentre Jack Ruby, contattato da Littell per accompagnarlo a cercare i registri nella villa di Schiffrin a Lake Geneva, rivela tutto a Pete. Questi sopraggiunge sul luogo prestabilito da Ward e lo picchia selvaggiamente per farlo desistere dal minare, in qualsiasi modo, le operazioni su Cuba. Le indagini non portano ad alcun risultato; Boyd non riesce a capire cosa facesse Littell a Lake Geneva.
Hoover, amico del vicepresidente repubblicano Richard Nixon, è seccato dal continuo appoggio di Boyd ai Kennedy e opta per intercettarlo; Kemper intuisce subito tutto e, in tutta risposta, trae in inganno J. Edgar fingendo che JFK stia per avere un incontro clandestino con Marilyn Monroe. In preda a un delirio dopo l'altro, anche Hughes è infastidito dalla popolarità di John: il magnate anni prima ha fornito un grosso prestito a Nixon e sa, quindi, che avrebbe le mani sulla Casa Bianca se fosse lui e non JFK il nuovo presidente. Pete ha il sospetto che, a differenza di Nixon, John non approverebbe l'invasione di Cuba, così vende ai giornali la storia del prestito che il vicepresidente ha ottenuto da Hughes danneggiandone la campagna elettorale in cambio della certezza, da parte di Boyd, che JFK non fermerà le operazioni di Blessington.
Hoover non intende ancora affrontare Littell per il suo abbraccio alla teoria comunista ma Helen viene privata di una borsa di studio perché udita in università mentre si scagliava contro l'FBI per la poca cura con cui ha svolto le indagini sull'attentato a suo padre; Littell entra così in guerra col Bureau e prosegue da solo, imperterrito, l'indagine sui registri: entra furtivamente nella villa di Schiffrin, li trova e se li porta via. In essi trova una verità sconvolgente: Joe Kennedy prestava capitali al Fondo pensioni. L'imprenditore si limitava poi a ricevere indietro solo gli interessi; gli stanziamenti iniziali restavano a formare il liquido che veniva riciclato, reinvestito e/o prestato a sindacalisti corrotti, spacciatori, mafiosi e criminali assortiti. Sconvolto, Littell decide di tenere tutto per sé anziché permettere a Bobby di odiare suo padre. Scoperta l'effrazione a casa sua, Schiffrin viene colto da infarto e muore all'istante. Quando Kemper sente che l'ex socio di Joe Kennedy è deceduto a Lake Geneva, capisce cosa avesse scoperto Littelt.
JFK viene infine eletto presidente degli Stati Uniti d'America. Littell contatta Boyd: esige un ruolo nell'amministrazione Kennedy o renderà pubblici sia i registri che il suo doppio gioco per la Commissione McClellan. Kemper lo raccomanda per la terza volta ma stavolta Bobby rifiuta il suggerimento dopo che Hoover ha descritto Ward come un comunista alcolizzato. Boyd non sa che il capo dell'FBI ha però già deciso di proteggere l'indagine sui Kennedy licenziando Littell e minacciando di rivelare la sua effrazione alla malavita organizzata.
1961.
Hoover contatta Kemper congratulandosi ironicamente per il suo nuovo ruolo di legale itinerante del Dipartimento di Giustizia e sottolineando che ora curerà non solo gli interessi dei cubani di destra ma anche quelli degli americani di sinistra. Boyd si trova inoltre costretto a scegliere tra Laura e i Kennedy, e opta per la carriera.

### Parte terza - Porci
Kemper rivela a Stanton la sua preoccupazione per lo sbarco a Cuba: JFK non sembra voler cominciare il suo mandato con un'operazione militare, e Bobby, da nuovo ministro della Giustizia, irrigidisce ancora la sua pressione sull'Organizzazione, quindi bisogna proteggere le vantaggiose infiltrazioni mafiose a Blessington.
Nel processo per la truffa immobiliare a Sun Valley Hoffa viene scagionato per insufficienza di prove mentre Littell, dopo un breve ritiro presso i gesuiti, ha trovato lavoro come avvocato di ladri d'auto grazie all'ennesima raccomandazione di Kemper; questi ferma Pete dal desiderio di torturare Ward per farsi consegnare i registri.
Bobby esige da Hoover tutti i fascicoli legati all'Organizzazione e sceglie il suo primo obiettivo da ministro della Giustizia: Carlos Marcello. Il mafioso viene arrestato e fatto rimpatriare in Guatemala ma Pete, temendo che ciò possa compromettere Blessington e lo sbarco a Cuba, interviene riuscendo a farlo scappare dalla custodia delle guardie. Kemper lo affida poi alla tutela legale di Littell, che così si ritrova faccia a faccia con l'odiato Bondurant.
Boyd scopre quindi che alcuni sostenitori di Castro sono in procinto di smerciare eroina ai cubani più poveri in modo da aumentare il consenso al presidente e contrastare l'invasione dell'isola, e cerca di arginare il problema commissionando molti articoli su Hush Hush circa il pericolo scaturito dalle droghe. L'operazione militare anticastrista viene infine autorizzata da JFK e avviene alla Baia dei Porci il 17 aprile. Essa fallisce miseramente perché Castro è preparato all'evenienza e John Kennedy gestisce l’operazione con troppa cautela, così l’esercito ribelle inizialmente mandato sull'isola viene travolto dai soldati del leader cubano; l'invasione viene immediatamente annullata. JFK e Bobby organizzano dunque un gruppo di studio per analizzare il fiasco conseguito con l’implicita intenzione di dare perlopiù le colpe alla CIA. Chiedono aiuto a Kemper, ma questi non ha alcuna intenzione di tradire Stanton e l’Agenzia.
Littell consegna i registri a Marcello (togliendo le pagine che collegano il Fondo a Joe Kennedy) guadagnandosi l’ammirazione del mafioso che lo rende un intoccabile avvocato della malavita; a diventare il suo secondo cliente è Jimmy Hoffa, che Littell riesce regolarmente, come per Marcello, a salvare da ogni incriminazione. Nel tempo libero, Ward continua e conclude lo studio dei registri di Schiffrin scoprendo che dal Fondo hanno attinto, nel corso degli anni, membri del Congresso, attori, imprenditori, sindacalisti e vincitori del Nobel.

### Parte quarta - Eroina
1962.
Kemper e Pete escogitano un altro piano per uccidere Castro: assoldare dei cecchini professionisti che, odiandolo a morte, accettino una missione così rischiosa. Bobby però impone loro di non utilizzare metodi da mafioso per liberare Cuba, e anche Giancana, Marcello e gli altri boss con interessi a Blessington rimangono perplessi all’idea.
Hoffa confida a Littell di sapere che le intercettazioni del 1958 su JFK vennero interrotte per l’ingerenza dell’ormai ex agente dell’FBI e gli chiede di riprovarci. Ward si rivolge dunque a Pete perché molto esperto in questo genere di operazioni; entrambi concordano sul fatto che Kemper, ancora molto affezionato ai Kennedy, non debba sapere nulla di tutto ciò. Littell, che ormai ha completamente abbandonato la guerra alla malavita, vuole coinvolgere anche il suo ex datore di lavoro Hoover in cambio di assistenza per la difesa di Hoffa e Marcello. Bondurant, mettendosi sulle tracce di una ragazza che possa partecipare alle intercettazioni, spulcia vecchi appunti di Sands e si consulta con l'investigatore privato Fred Otash fino a trovare interessante il profilo di Barb Jahelka, giovane cantante di twist che ha già partecipato a un tentativo di estorsione. Ella accetta di stare al gioco e viene presentata da Sands al presidente a una festa organizzata dal cognato di questi, Peter Lawford La trappola funziona: JFK e Barb cominciano a frequentarsi in suite piene di cimici e microfoni controllati da Pete e Fred Turentine. Questa operazione riporta la pace tra Littell e Hoover che lo raccomanda a Hughes come nuovo legale.
Pete intanto sospetta che la titubanza di Giancana sull'omicidio di Castro sia dovuta alla tentazione del boss di rivelare a Bobby che l'invasione di Cuba da lui stesso appoggiata è stata finanziata anche dall'Organizzazione che tanto perseguita, in modo da farlo desistere dal proseguire le indagini sulla malavita organizzata. Mette dunque sotto torchio Wilfredo Delsol, estremista di destra affiliato a Blessington che negli ultimi tempi ha parlato più volte con cubani di sinistra e telefonato spesso a Giancana e Trafficante. Questi ultimi, rivela l'uomo, hanno abbandonato la causa cubana ma continuano a far finta di appoggiarla per fare colpo su Bobby e dimostrargli che l'Organizzazione può essergli utile in determinati ambiti. Castro sta valutando di ridare i casinò ai gangster, i quali in cambio forniscono informazione sui progetti dei Kennedy per Cuba. Dall'isola stanno per partire cento chili di eroina destinati a Santos come offerta di pace. Pete e Kemper progettano dunque di metterci le mani: con l'aiuto di Néstor, un sicario assunto per la causa cubana, massacrano gli uomini di Castro e requisiscono il carico, poi fanno la cadere la colpa su Delsol vituperandolo a dovere dopo averlo freddato in modo da placare le ire di Trafficante, a cui viene detto che l'estremista è stato torturato e ucciso per questioni legate alla droga rubata.
Bobby, poco tempo dopo, fa visita a Kemper e gli racconta che John si vede con una cantante di twist presentatole da Sands. L'agente, incuriosito da alcuni dettagli, cerca informazioni su Barb e scopre che anni prima era stata accusata di estorsione; tenta allora di mettersi in contatto con Sands ma al telefono ode i lievi rumori che indicano una linea intercettata. Collegando ciò a Pete, capisce cosa stia succedendo e va su tutte le furie. Cerca Sands e lo trova con Laura e Claire, fa per sparargli ma la pistola si inceppa, così scappa alla ricerca di Pete; sconvolto, Sands aggredisce Turentine, requisisce i nastri che trova a disposizione e li distrugge, sfascia la suite in cui JFK e Barb hanno i loro incontri clandestini e infine si uccide: prima di morire riesce a rivelare, scrivendolo col proprio sangue, di essere omosessuale e liberarsi così di questo peso. Turentine avvisa Bondurant in tempo: Pete, appena Kemper sopraggiunge, gli fa sentire le registrazioni in cui JFK lo deride definendolo ossessionato dalla famiglia presidenziale e parlando di fantasie malate. I due progettano di uscire insieme da questo inghippo scaricando tutte le colpe su Littell.
Poco dopo Boyd viene raggiunto da Bobby che, dopo aver interrogato Claire, ha capito tutto: il suo ex adepto avrebbe inizialmente dovuto fare la spia sui Kennedy e da anni lavora per la CIA macchiandosi di traffico di armi e droga. È anche erroneamente convinto che queste ultime intercettazioni su JFK siano opera sua. Vuole portare a processo Kemper, il quale minaccia di sfangare a dovere i Kennedy. 
Il fallimento dell'operazione non ferma Littell, che dichiara a Hoover di essere intenzionato a cercare nuovi escamotage per far cadere il presidente. L'Organizzazione va in fermento: Bobby ripristina la Commissione McClellan, sopravanza Hoover e mette tutte le forze dell'FBI sulle tracce dei malavitosi; in alcune intercettazioni i boss inveiscono non solo contro il ministro della Giustizia ma anche contro lo stesso JFK accusandolo di non aver rispettato gli accordi presi con la mafia quando Frank Sinatra ce lo mise in contatto. Giancana valuta che Kemper dovrebbe far uccidere il presidente e non Castro.
1963.
Bobby si aggiudica le volontà di Joe Valachi, da quarant'anni nell'Organizzazione e deciso a collaborare con la giustizia. Hughes vuole mettere le mani sui casinò a Las Vegas ma l'ingerenza tentacolare del fratello di JFK potrebbe guastare questo piano; Littell chiede al magnate 250.000 dollari per ovviare al problema.

### Parte quinta - Contratto
Sia la CIA che Hoffa hanno abbandonato la Tiger Kab. Continuando l'addestramento dei cecchini, Kemper lavora a tempo pieno per Marcello, l'unico a credere ancora nell'utilità della causa cubana. L'alleanza tra Castro, Giancana e Trafficante è invece a forte rischio dopo il furto dell'eroina. Per conto della mafia Pete sta continuando a far finta di cercarla alternando fittizie indagini, traffici di armi per conto della CIA e incontri con Barb, che ora frequenta regolarmente. Il campo di Blessington è stato chiuso. Gli esuli cubani si sono dispersi e i Kennedy stanno dando loro la caccia.
Trafficante nutre sospetti nei confronti di Néstor, lo rintraccia e lo tortura selvaggiamente. Il cubano, prima di morire, confessa tutto circa il carico di eroina rubato; Pete sopraggiunge quando è troppo tardi. Kemper viene prelevato a forza e portato in un edificio dove trova Bondurant in catene e il cadavere di Néstor. Arriva poi Littell, il quale recapita, per conto di Trafficante, Giancana e Marcello il prezzo da pagare per il furto dell'eroina: uccidere John Kennedy. Increduli, i due cominciano a pianificare l'operazione ipotizzando di sparare al presidente durante un corteo a Miami, ma nel frattempo Castro ha chiuso definitivamente ogni rapporto con i boss e questi hanno cambiato i piani ordendo un nuovo attentato, il 22 novembre a una sfilata a Dallas, in cui il capro espiatorio sia simbolicamente una persona di sinistra e quindi castrista; Guy Banister partecipa alle operazioni in prima persona, Hughes finanzia il tutto coi 250.000 dollari e Hoover contribuisce al piano inasprendo ulteriormente le misure dell'FBI nei confronti dei cubani in modo da far aumentare ancora il malcontento nei confronti dei Kennedy. Kemper e Pete vengono dunque esonerati dall'incarico: il primo si salva momentaneamente restituendo la droga a Trafficante; Bondurant è destinato a essere spedito in Nevada per smerciare eroina là dove Marcello vuole fare affari vendendo i suoi casinò a Hughes.
Bobby intanto non riesce a risalire ai registri del Fondo neanche attraverso le confessioni di Valachi, che però racconta delle donazioni di Joe Kennedy a Hoover, il quale poi recapita la registrazione a Littell con l'implicito intento di utilizzarlo in occasione dell'attentato a JFK: bisogna far desistere Bobby da qualsiasi ulteriore tipo di rappresaglia, pena l'infangamento di tutta la famiglia. Ward porta il nastro al ministro della Giustizia, il quale lo ascolta, verifica l'autenticità delle informazioni e scoppia in lacrime.
Juan Canestel, il sicario assoldato per Dallas, sparisce misteriosamente a pochi giorni dall'attentato, e Littell manda Bondurant e Boyd a cercarlo affinché il piano fili liscio. I due trovano Canestel mentre si sta per prendere a coltellate con una prostituta e, giudicandolo instabile mentalmente, lasciano che ella lo uccida. Il problema viene risolto, con Banister a scendere in campo per sostituire Canestel, ma la mafia ordina la morte di Kemper, probabilmente perché implicato in troppi affari: a ucciderlo è proprio Ward, che poi si reca da un Howard Hughes sempre più in preda alla paura per i germi. Pete ritrova Barb, in concerto a Dallas il 22 novembre in onore di JFK, poco prima che accada qualcosa di storico.

## Edizioni
- James Ellroy, American Tabloid, traduzione di Stefano Bortolussi, Collana Superblues Hard, Milano, Arnoldo Mondadori Editore, 1995, ISBN 978-88-044-0813-0.
- James Ellroy, American Tabloid, traduzione di Stefano Bortolussi, Collana Oscar Bestsellers n.771, Mondadori, 1997, ISBN 978-88-044-2743-8; Collana I MITI n.206, Mondadori, 2001, ISBN 978-88-044-9861-2.
- James Ellroy, American Tabloid, traduzione di Stefano Bortolussi, Collana Oscar Contemporaneaeditore=Arnoldo Mondadori Editore, Milano, 2010, ISBN 978-88-046-0490-7.
- James Ellroy, American Tabloid, traduzione di Stefano Bortolussi, n. 451, Collana Oscar, Milano, Arnoldo Mondadori Editore, 2017, ISBN 978-88-046-8515-9.
- James Ellroy, American Tabloid, traduzione di Stefano Bortolussi, Collana Stile Libero Big, Torino, Einaudi, 2022, ISBN 978-88-062-5411-7. (Nuova prefazione dell'Autore)